# Close to the Edge (nummer)
"Close to the Edge" is een nummer van de Britse band Yes. Het nummer verscheen op hun gelijknamige album uit 1972. Het nummer duurt ruim achttien minuten en bestaat uit vier delen.

## Delen

### I. The Solid Time of Change (0:00 - 6:04)
"Close to the Edge" begint met "The Solid Time of Change", een stuk van 6:04 minuten. Het progressieve karakter van het nummer wordt direct duidelijk: het nummer kent een fade-in met geluiden van water, wind en vogels. Deze geluidslagen werden door zanger Jon Anderson vanuit tapes met natuurlijke geluiden over elkaar heen gelegd. De geluiden zijn tijdens een crescendo te horen en gaan over in een gitaarsolo. Deze solo wordt een aantal keren onderbroken met onverwachte "ahh"-geluiden. Vervolgens raakt het nummer opnieuw in een crescendo, ditmaal richting een normale melodie. Deze melodie brengt het thema tot stand en kent veel variaties naarmate het nummer vordert.
Na vier minuten wordt er voor het eerst gezongen. Het refrein wordt tijdens het nummer meerdere malen herhaald. Deze kent, net zoals de melodie, veel variaties tijdens het nummer. Zo worden de tekst, de maatsoort, de voortekening, het tempo en de harmonieën veranderd.

### II. Total Mass Retain (6:04 - 8:29)
Het tweede deel van "Close to the Edge" heet "Total Mass Retain" en kent een lengte van 2:25 minuten. Hierin gaat het nummer verder met dezelfde melodie en stijl, alhoewel de baspartij verandert. Het refrein wordt in eerste instantie sneller en wordt aan het eind van de sectie weer langzamer. De laatste regel "I get up, I get down" introduceert het derde deel.
Deze sectie van het nummer werd samen met een versnelde versie van de introductie en een klein deel van het begin van "I Get Up I Get Down" geremixt. Deze versie werd uitgebracht als een single met een lengte van 3:21 minuten en stond als bonustrack op de heruitgave van het album uit 2003.

### III. I Get Up I Get Down (8:29 - 14:12)
Het derde deel van "Close to the Edge" is getiteld "I Get Up I Get Down" en duurt 5:43 minuten. Hierin vertraagt het nummer en wordt het volume verlaagd. Dit segment kent twee verschillende zangpartijen: Jon Anderson zingt de belangrijkste teksten, terwijl gitarist Steve Howe en bassist Chris Squire de langzamere achtergrondzang verzorgen. Op ongeveer twaalf minuten na de start van het nummer bespeelt Rick Wakeman de pijporgel van de Londense kerk St Giles-without-Cripplegate, waarmee het hoofdthema van dit segment begint.
Jon Anderson vertelde over het nummer: "We hebben het deel 'I get up, I get down' voordat het in een prachtige energieke oceaan terechtkomt. Je hebt net bijna 10 minuten aan muziek gehoord dat erg goed in elkaar steekt, maar daarna wil je er vanaf. Je relaxt een beetje. Het nummer kwam samen omdat Steve op een dag deze akkoorden speelde, en ik zong 'Two million people barely satisfy'. Het gaat over de onbalans op de planeet. De zang kwam prachtig samen. Ik ben een groot fan van The Beach Boys en The Association - prachtige stemmen. Steve en ik werkten hieraan, en op een gegeven moment zei hij, 'Ik heb een ander nummer...', en ik zei, 'Nou, zing het maar'. En hij zong, 'In her white lace, you could clearly see the lady sadly looking saying that she'd take the blame for the crucifixion of her own domain". Toen ik dat hoorde, zei ik, 'Wacht. Dat is perfect! Zing jij dat deel met Chris, dan zing ik mijn deel'. We hebben een soort vraag-antwoordspel."

### IV. Seasons of Man (14:12 - 18:42)
"Seasons of Man" vormt met een lengte van 4:30 minuten het laatste deel van "Close to the Edge". Hierin wordt het oorspronkelijke, snelle thema weer opgepikt met een muzikale en tekstuele structuur die lijkt op de structuur uit "The Solid Time of Change", alhoewel de orgelpartij van Wakeman complexer klinken. Het refrein wordt nog eenmaal gezongen voordat de climax van het nummer wordt opgebouwd, waarin alle drie de motieven uit de vorige delen ("A seasoned witch", "Close to the edge, down by the river" en "Seasons will pass you by, I get up, I get down") als een soort fuga gecombineerd worden. De laatste regel tekst, "I get up, I get down", wordt herhaald terwijl het nummer terugkeert naar de natuurgeluiden waar het mee begon.

## Tekst
Jon Anderson vertelde in een aantal interviews over de tekst van "Close to the Edge". Zo vertelde hij dat het nummer, net als de rest van het album, is geïnspireerd door de roman Siddhartha van Hermann Hesse: "We hebben een album gemaakt met de titel Close to the Edge. Het was gebaseerd op de Siddhartha... Je komt altijd terug bij de rivier. Weet je, alle rivieren gaan naar dezelfde oceaan. Dat was het idee. En dus maakten wij een prachtig album." Anderson was ook bezorgd over de manier waarop de woorden klonken, meer dan wat deze betekenden, waardoor hij soms coupletten maakte die nergens over lijken te gaan.

## Covers
"Close to the Edge" is een aantal malen gecoverd. De Japanse acid rockband Ruinzhatova zette het op hun album Close to the RH. In hun versie werden de toetsen van Wakeman vervangen door een tweede gitarist. Een andere versie door de Britse band Nick Awde & Desert Hearts, die verscheen op hun ep Close to the Edge B/W Rocket Man/Meryl Streep uit 2010, bevat geen drum- of gitaarpartijen en vervangt de orgelsolo uit het begin van "Seasons of Man" door een baritonsaxofoon, gespeeld door Wizzard-lid Nick Pentelow.

## NPO Radio 2 Top 2000
| Nummer met noteringen in de NPO Radio 2 Top 2000 | '00 | '01-'04 | '05 | '06 | '07 | '08 | '09 | '10 | '11 | '12 | '13 | '14 | '15 | '16  | '17  | '18  | '19  | '20  | '21  | '22  | '23  | '24  |
| ------------------------------------------------ | --- | ------- | --- | --- | --- | --- | --- | --- | --- | --- | --- | --- | --- | ---- | ---- | ---- | ---- | ---- | ---- | ---- | ---- | ---- |
| Close to the Edge                                | 259 | -       | 593 | 562 | 592 | 828 | 468 | 531 | 657 | 548 | 644 | 676 | 670 | 1059 | 1118 | 1529 | 1620 | 1714 | 1797 | 1645 | 1630 | 1735 |

1. ↑  Een '-' betekent dat het nummer niet was genoteerd en een vetgedrukt getal geeft de hoogste notering aan.
2. ↑  2000 was het eerste jaar met een notering voor dit nummer.